# Mustapha Lemrani
Mustapha Lemrani est un footballeur international marocain né le 2 mars 1978. Il évolue au poste de défenseur central.
Mustapha Lemrani reçoit sa première sélection en équipe du Maroc le 11 novembre 2011, lors d'un match amical face à l'Ouganda.

## Biographie

### Club
Il est formé au Raja Club Athletic puis prêté à Takwin Al Mihani et ensuite transféré à la Jeunesse Sportive El Massira, équipe avec laquelle il joue pendant plus de cinq saisons mais ne remporte aucun titre. 
Il rejoint le Maghreb de Fès en 2004 et joue presque tous les matchs de sa nouvelle équipe. Il aide son équipe à remporter trois titres précieux, ce qui constitue ses premiers titres. Il s'agit de :
- la Coupe du Trône
- la Coupe de la CAF
- la Supercoupe d'Afrique

En 2012, Lemrani rejoint le club des FAR de Rabat.

### Sélections en équipe nationale
| Caps | Date       | Match                | Lieu       | Score     | Compétition           |
| 1    | 11/11/2011 | Maroc - Ouganda      | Marrakech  | 0 - 1     | LG Cup                |
| 2    | 31/01/2012 | Niger - Maroc        | Libreville | 0 - 1     | CAN 2012              |
| 3    | 29/02/2012 | Maroc - Burkina Faso | Marrakech  | 2 - 0     | Amical                |
| 4    | 25/05/2012 | Maroc – Sénégal      | Marrakech  | 0 - 1     | Amical                |
| 5    | 23/06/2012 | Bahrain - Maroc      | Jeddah     | 0 - 4     | Coupe Arabes          |
| 6    | 26/06/2012 | Libye - Maroc        | Jeddah     | 0 - 0     | Coupe Arabes          |
| 7    | 03/07/2012 | Irak - Maroc         | Jeddah     | 1 - 2     | ½ Finale Coupe Arabes |
| 8    | 06/07/2012 | Libye - Maroc        | Jeddah     | 1-1(1-3p) | Finale Coupe Arabes   |
| 9    | 09/09/2012 | Mozambique - Maroc   | Maputo     | 2 - 0     | Elim. CAN 2013        |
| ---- | ---------- | -------------------- | ---------- | --------- | --------------------- |

## Carrière en club
- 1998-2004 :  Jeunesse Sportive El Massira
- 2004-....... :  Maghreb de Fès[1],[2]

## Palmarès
Maghreb de Fès
- Championnat du Maroc
  - Vice-Champion : 2011

- Tournoi Antifi
  - Vainqueur en 2011

- Coupe de la confédération
  - Vainqueur en  2011

- Coupe du trône
  - Vainqueur : 2011
  - Finaliste : 2010

- Supercoupe de la CAF
  - Vainqueur : 2012

 FAR de Rabat
- Championnat du Maroc
  - Vice-champion en 2013

 Maroc
- Coupe arabe des nations de football
  - Vainqueur en 2012